# Cabeça (Seia)
Cabeça is een plaats (freguesia) in de Portugese gemeente Seia en telt 229 inwoners (2001).

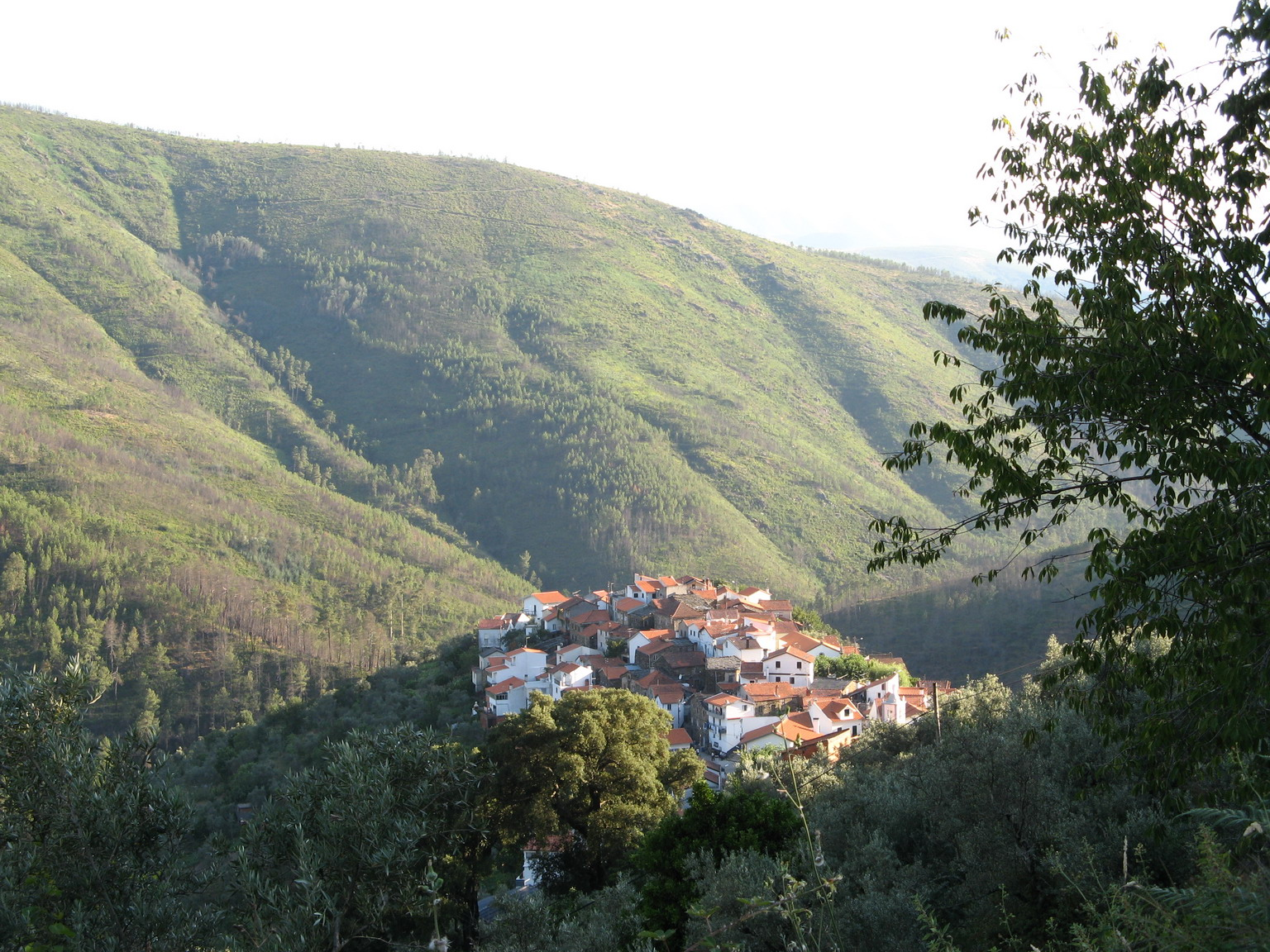
Uitzicht op Loriga

Officiële website van de Nederlandse overheid